# ラウル・バルデス
ラウル・バルデス・ルビオ（英: Raúl Valdés Rubio, 1977年11月27日 - ）は、キューバ共和国ラ・アバーナ州ハバナ出身のプロ野球選手（投手）。左投げ左打ち。

## 経歴

### キューバ時代
1998年から国内リーグであるセリエ・ナシオナル・デ・ベイスボルのラ・ハバナでプレー。のちにドミニカ共和国に亡命する。

### マイナー・独立リーグ時代
2004年3月31日にシカゴ・カブスと契約。
2006年5月17日に放出された。その後、カナディアン・アメリカン・リーグのナシュア・プライドとニュージャージー・ジャッカルズでプレー。11月10日にニューヨーク・メッツと契約。
2007年はA-級セントルーシー・メッツとAA級ビンガムトン・メッツに在籍した。10月29日にFAとなった。

### メッツ退団後
2008年は、リーガ・デ・ベイスボル・プロフェシオナル・デ・ラ・レプブリカ・ドミニカーナのヒガンテス・デル・シバオとリーガ・ベネソラーナ・デ・ベイスボル・プロフェシオナルのナベガンテス・デル・マガリャーネスで在籍した。

### メッツ復帰
2010年3月27日に古巣・メッツと契約。傘下AAAバッファロー・バイソンズへ異動となった。その後、メジャーに昇格した。4月11日のワシントン・ナショナルズ戦でメジャーデビュー。5点ビハインドの6回から2番手で登板し、2回を無失点に抑えた。11月6日にFAとなった。

### カージナルス時代
2010年11月19日にセントルイス・カージナルスと契約。
2011年8月12日にDFAとなった。

### ヤンキース時代
2011年8月16日にウェーバーでニューヨーク・ヤンキースへ移籍した。18日にAAA級スクラントン・ウィルクスバリ・レイルライダースへ降格した。10月11日にFAとなった。

### フィリーズ時代
2011年11月10日にフィラデルフィア・フィリーズとマイナー契約を結んだ。

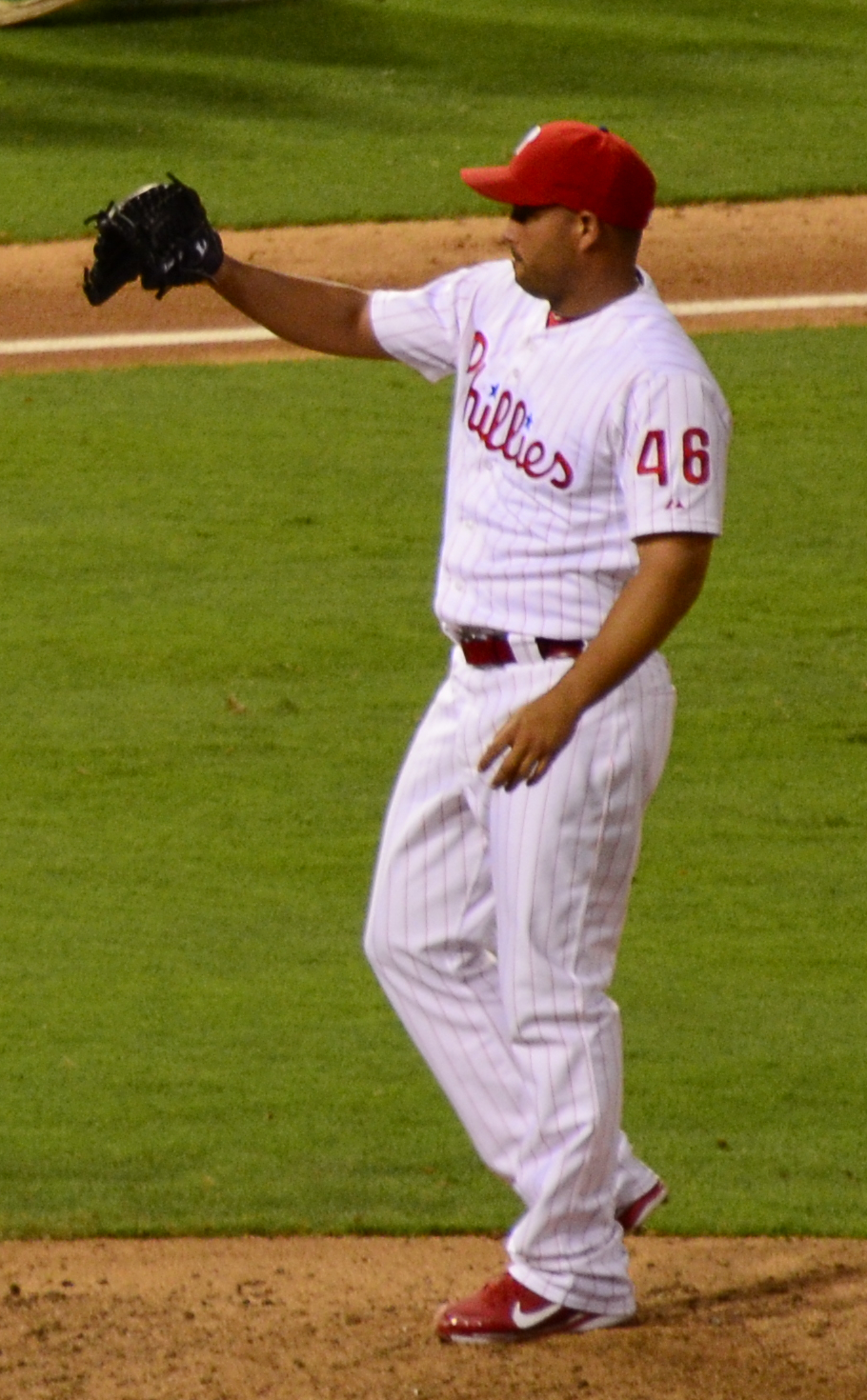
フィラデルフィア・フィリーズ時代
(2012年8月28日)

2012年は開幕をAAA級リーハイバレー・アイアンピッグスで迎えた。5月11日にフィリーズとメジャー契約を結んだ。

### アストロズ時代
2013年10月2日にウェイバー公示を経てヒューストン・アストロズへ移籍した。
2014年3月27日にDFAとなり、4月2日にAAA級オクラホマシティ・レッドホークスへ降格した。4月17日にアストロズと再びメジャー契約を結んだ。昇格後は8試合に登板し、防御率12.27と結果を残せず、5月4日に再びDFAとなり、5月6日にAAA級オクラホマへ降格した。

### ブルージェイズ傘下時代
2014年5月19日に後日発表選手とのトレードで、トロント・ブルージェイズへ移籍した。この年はAAA級バッファロー・バイソンズでプレー。9月29日にFAとなった。退団後はドミニカ共和国のリーガ・デ・ベイスボル・プロフェシオナル・デ・ラ・レプブリカ・ドミニカーナに参加し、トロス・デル・エステでプレーした。12月1日までに6試合に登板し3勝1敗、リーグ2位の防御率1.89を記録した。

### 中日時代
2014年12月15日に中日ドラゴンズと契約を結んだことを発表した。
2015年3月28日の阪神タイガース戦で、初登板を果たした。その後は、援護に恵まれず勝利出来なかったが、5月19日の広島東洋カープ戦で10度目の先発登板にして初勝利を記録した。この年は22試合に登板して5勝8敗と苦しんだが防御率3.18と特別不振というわけではなかった。
2016年は怪我などで出遅れたが、20試合に登板し6勝7敗、103奪三振、勝率.462、防御率3.51、失点54、自責点49の成績だった。この年も規定投球回には到達しなかったものの、来シーズンも残留した。
2017年はチームが開幕から19試合連続で先発が未勝利という状況の中、4月23日の対横浜DeNAベイスターズ戦で8回を投げて無失点の好投を見せ、1回表に挙げた1点を守りきり、勝利投手となった。これが、チームでは開幕20試合目での先発初勝利となった。同年は初のオールスターゲームに出場した。9月25日にまだシーズン中ながら母国・ドミニカ共和国に帰国。球団は契約更新をしないことを発表した。現役引退はすることなく、ドミニカ共和国のウインターリーグに参加する。

### メキシカンリーグ時代
2018年4月3日にメキシカンリーグのサルティーヨ・サラペメーカーズと契約した。
2019年はティフアナ・ブルズと契約。
2021年8月に開催された東京オリンピックのドミニカ共和国代表に選出され、同大会でドミニカ共和国は銅メダルを獲得した。

## 選手としての特徴・人物
スリークォーターから平均球速133.6km/hのフォーシーム、平均118.7km/hのスライダー、平均119.2km/hのチェンジアップを投げ分ける。投球テンポが非常に早い。また、一見すると球速がないだけの投手のようにも思えるが、コントロールが非常に良く、見逃し三振の多さも特徴である。
尚、実際の球種はフォーシーム、ツーシーム、カーブ、チェンジアップの4球種で、日本でスライダーとして扱われているものは、MLBの記録ではカーブであり、握りやリリースの瞬間を見てもカーブだと見て取れる。
NPB1年目の2015年は、なかなか勝ちに恵まれず、初勝利まで9度の先発登板で8度のQSを達成していたものの、登板時の平均援護率が1.91と極端に恵まれず、勝利投手の権利をもって降板した試合も、終盤にリリーフが逆転されることが多かったが、10度目の先発登板となった広島戦（浜松球場）で7回2失点と好投し、初勝利をおさめた。これに対し、バルデスはヒーローインタビューで、「本当にみなさん、ありがとうございます。なかなか勝てなくても応援してくれてありがとうございます。」と答えた。
また疲労の回復が早く、2017年は開幕第2戦に登板した後、中4日での登板を2試合連続でこなしている。開幕から一気にスパートをかけてくる選手でもあり、シーズン序盤から中盤にかけては安定した投球を見せるが、秋口に入ると突然不安定になる傾向が2015年シーズンから続いている。
祖国キューバからドミニカ共和国へ亡命するまで、5度失敗し、数週間の刑務所暮らしを経験している。6度目の試みでようやく成功するも、その代償として、実兄が10年間刑務所に収容されてしまった。
中日時代はファンから「バルデスおじさん（38歳という高齢で入団して活躍したことから）」の愛称で親しまれた。

## 詳細情報

### 年度別投手成績
| 年 度    | 球 団    | 登 板 | 先 発 | 完 投 | 完 封 | 無 四 球 | 勝 利 | 敗 戦 | セ 丨 ブ | ホ 丨 ル ド | 勝 率 | 打 者 | 投 球 回 | 被 安 打 | 被 本 塁 打 | 与 四 球 | 敬 遠 | 与 死 球 | 奪 三 振 | 暴 投 | ボ 丨 ク | 失 点 | 自 責 点 | 防 御 率 | W H I P |
| -------- | -------- | ----- | ----- | ----- | ----- | -------- | ----- | ----- | -------- | ----------- | ----- | ----- | -------- | -------- | ----------- | -------- | ----- | -------- | -------- | ----- | -------- | ----- | -------- | -------- | ------- |
| 2010     | NYM      | 38    | 1     | 0     | 0     | 0        | 3     | 3     | 1        | 1           | .500  | 262   | 58.2     | 59       | 7           | 27       | 1     | 4        | 56       | 2     | 0        | 33    | 32       | 4.91     | 1.47    |
| 2011     | STL      | 7     | 0     | 0     | 0     | 0        | 0     | 1     | 0        | 0           | .000  | 27    | 5.1      | 6        | 0           | 4        | 2     | 1        | 7        | 0     | 0        | 2     | 2        | 3.38     | 1.88    |
| 2011     | NYY      | 6     | 0     | 0     | 0     | 0        | 0     | 0     | 0        | 0           | ----  | 28    | 6.2      | 8        | 1           | 2        | 0     | 0        | 8        | 0     | 0        | 2     | 2        | 2.70     | 1.50    |
| '11計    | NYY      | 13    | 0     | 0     | 0     | 0        | 0     | 1     | 0        | 0           | .000  | 55    | 12.0     | 14       | 1           | 6        | 2     | 1        | 15       | 0     | 0        | 4     | 4        | 3.00     | 1.67    |
| 2012     | PHI      | 27    | 1     | 0     | 0     | 0        | 3     | 2     | 0        | 2           | .600  | 113   | 31.0     | 18       | 3           | 5        | 1     | 0        | 35       | 0     | 0        | 10    | 10       | 2.90     | 0.74    |
| 2013     | PHI      | 17    | 1     | 0     | 0     | 0        | 1     | 1     | 0        | 0           | .500  | 152   | 35.0     | 42       | 7           | 8        | 0     | 2        | 37       | 1     | 0        | 29    | 29       | 7.46     | 1.43    |
| 2014     | HOU      | 8     | 0     | 0     | 0     | 0        | 0     | 0     | 1        | 1           | ----  | 19    | 3.2      | 5        | 2           | 3        | 0     | 0        | 4        | 0     | 0        | 5     | 5        | 12.27    | 2.18    |
| 2015     | 中日     | 22    | 21    | 1     | 0     | 0        | 5     | 8     | 0        | 0           | .385  | 560   | 133.0    | 130      | 6           | 36       | 0     | 2        | 93       | 1     | 0        | 56    | 47       | 3.18     | 1.25    |
| 2016     | 中日     | 20    | 20    | 0     | 0     | 0        | 6     | 7     | 0        | 0           | .462  | 534   | 125.2    | 122      | 17          | 39       | 0     | 8        | 103      | 0     | 0        | 54    | 49       | 3.51     | 1.28    |
| 2017     | 中日     | 23    | 23    | 1     | 0     | 0        | 6     | 9     | 0        | 0           | .400  | 625   | 146.0    | 139      | 13          | 47       | 0     | 7        | 83       | 1     | 0        | 73    | 61       | 3.76     | 1.27    |
| MLB：5年 | MLB：5年 | 103   | 3     | 0     | 0     | 0        | 7     | 7     | 2        | 4           | .500  | 601   | 140.1    | 138      | 20          | 49       | 6     | 7        | 147      | 3     | 1        | 81    | 80       | 5.13     | 1.33    |
| NPB：3年 | NPB：3年 | 65    | 64    | 2     | 0     | 0        | 17    | 24    | 0        | 0           | .415  | 1719  | 404.2    | 391      | 36          | 122      | 0     | 17       | 279      | 2     | 0        | 183   | 157      | 3.49     | 1.27    |

- 2017年度シーズン終了時

### 表彰
- スピードアップ賞：2回（投手部門：2016年、2017年）

### 記録

#### NPB
初記録
投手記録
- 初登板・先発登板：2015年3月28日、対阪神タイガース2回戦（京セラドーム大阪）、6回無失点8奪三振で勝敗つかず
- 初奪三振：同上、1回裏に上本博紀から空振り三振
- 初勝利：2015年5月19日、対広島東洋カープ7回戦（浜松球場）、7回2失点6奪三振
- 初完投：2015年8月12日、対阪神タイガース19回戦（京セラドーム大阪）、8回3失点で敗戦投手

打撃記録
- 初安打・初打点：2015年4月2日、対読売ジャイアンツ3回戦（ナゴヤドーム）、2回裏にマイルズ・マイコラスから左前適時打
- 初本塁打：2016年7月11日、対横浜DeNAベイスターズ12回戦（横浜スタジアム）、5回表に小杉陽太から右越ソロ

その他記録
- オールスターゲーム出場：1回（2017年）

### 背番号
- 22（2010年）
- 37（2011年 - 同年途中）
- 61（2011年途中 - 同年終了）
- 46（2012年 - 2013年）
- 44（2014年 - 2017年、2019年）

### 代表歴
- 2020年オリンピック野球ドミニカ共和国代表